# Ingrid Söderström
Ingrid Erika Antoinette Söderström, född 21 november 1898 i Somero, Tavastehus län, Finland, död 21 mars 1974 Forssa, var en finländsk målare, fil. kand. och lantbrukare.
Hon var dotter till fil. kand. Knut Salomon Söderström och Fanny Olivia Forsström. Efter jordbruksstudier och en fil. kand. i agrara ämnen samt sju terminer vid universitetets ritskola i Helsingfors, studerade Söderström vid Académie de la Grande Chaumière i Paris 1926. Separat ställde hon ut ett tiotal gånger i Finland och hon medverkade i en utställning i Paris 1964 och i Malmö 1965. Periodvis var hon bosatt i Sverige för att måla beställningsporträtt. Hennes konst består naturalistiska porträtt, rustika scener från den finländska hembygden samt stämningsbilder från Paris.